# سورة النور

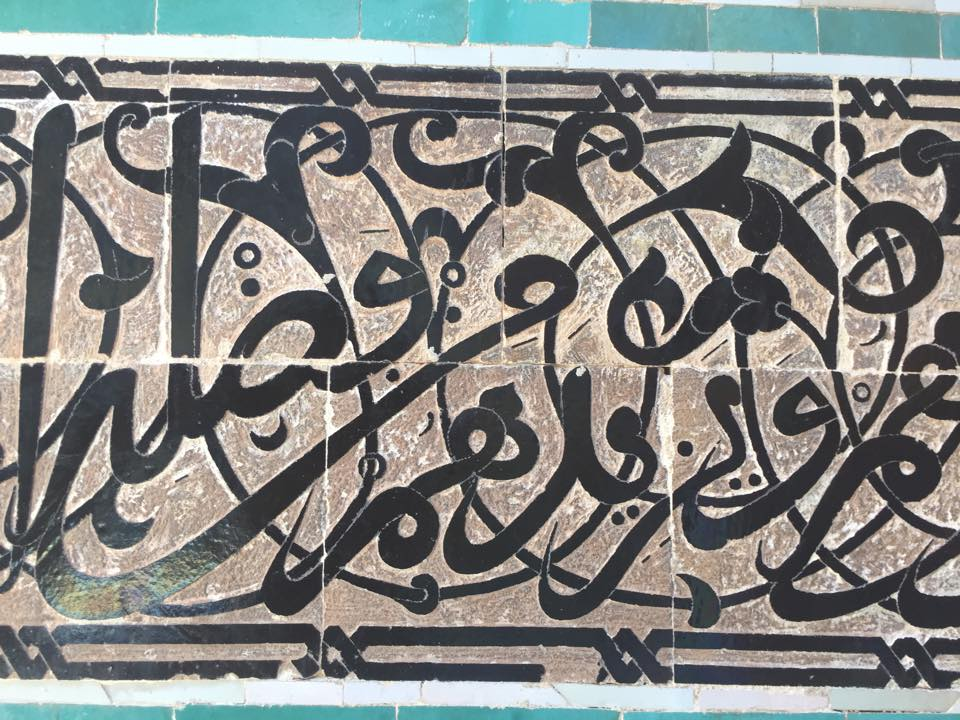

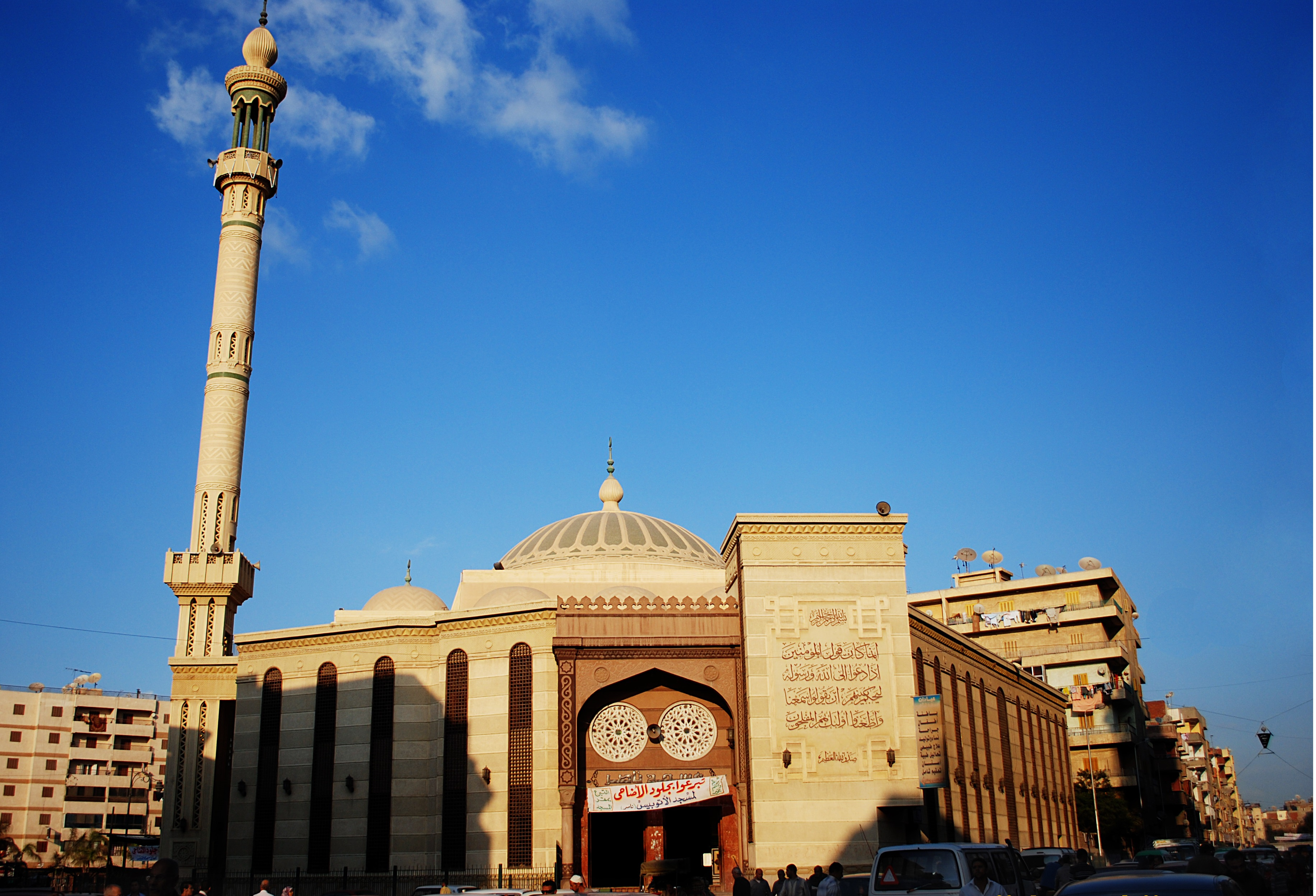

سورة النور لا يعرف لها إسم غيره، وهو الذي يميزها عن غيرها، وسميت بهذا الاسم؛ لتنويرها طريق الحياة الاجتماعية للناس، ولكثرة ذكر لفظة (النور) فيها، وهي سورة مدنية بالإجماع، من المثاني، آياتها 64، وترتيبها في المصحف 24، في الجزء الثامن عشر، نزلت بعد سورة الحشر، بدأت بافتراض السورة ﴿سُورَةٌ أَنْزَلْنَاهَا وَفَرَضْنَاهَا وَأَنْزَلْنَا فِيهَا آيَاتٍ بَيِّنَاتٍ لَعَلَّكُمْ تَذَكَّرُونَ ۝١﴾ [النور:1]، تحدثت السورة عن مواضيع حد الزنى وقذف المحصنات، وحادثة الإفك، وغض البصر والحجاب والاستئذان، وورد في مناسبة السورة لما قبلها، أنه لما أثنى المولى  على المؤمنين الحافظين لفروجهم في سورة (المؤمنون)، بين في سورة (النور) كيفية حفظ المؤمن لفرجه عن الحرام.

## التعريف بالسورة وسبب التسمية
سورة النور هذا اسمها الوحيد، وليس لها اسم غيره، وهو المروي عن الصحابة والتابعين، وقد ورد في سبب تسميتها عدة أسباب، أهما:
1. لأنها جاءت بآيات كشفت ظلاماً كثيفاً، كان قد انعقد في سماء المسلمين قبل أن تنزل هذه السورة، وتنزل معها هذه الآيات.. وذلك أن السيدة عائشة ، كانت في تلك الفترة موضع اتهام على ألسنة المشركين والمنافقين، وقد أوذي رسول الله ﷺ من هذا الحديث المفترى، كما أوذيت زوجته، وأوذي المسلمون بهذا، فلما نزلت الآيات التي تبرّئ البريئة الصدّيقة بنت الصديق- انقشع هذا الظلام، وكشف النور السماوي، عن وجوه المفترين.
2. كثرة ورود كلمة (النور) في السورة، فقد جاء في السورة قوله تعالى:﴿اللَّهُ نُورُ السَّمَاوَاتِ وَالْأَرْضِ مَثَلُ نُورِهِ كَمِشْكَاةٍ فِيهَا مِصْبَاحٌ الْمِصْبَاحُ فِي زُجَاجَةٍ الزُّجَاجَةُ كَأَنَّهَا كَوْكَبٌ دُرِّيٌّ يُوقَدُ مِنْ شَجَرَةٍ مُبَارَكَةٍ زَيْتُونَةٍ لَا شَرْقِيَّةٍ وَلَا غَرْبِيَّةٍ يَكَادُ زَيْتُهَا يُضِيءُ وَلَوْ لَمْ تَمْسَسْهُ نَارٌ نُورٌ عَلَى نُورٍ يَهْدِي اللَّهُ لِنُورِهِ مَنْ يَشَاءُ وَيَضْرِبُ اللَّهُ الْأَمْثَالَ لِلنَّاسِ وَاللَّهُ بِكُلِّ شَيْءٍ عَلِيمٌ ۝٣٥﴾ [النور:35] وقوله تعالى:﴿وَمَنْ لَمْ يَجْعَلِ اللَّهُ لَهُ نُورًا فَمَا لَهُ مِنْ نُورٍ﴾ [النور:40]، ولا تُخفى الصلة الوثيقة بين اسم (النور)، وبين ما تضمنته من أحكام وآداب وفرائض تورث من تخلق بها واتبعها وعَمل بها البصيرة والنور والهداية.[9]
3. وسميّت سورة النور لما فيها من إشعاعات النور الربًاني بتشريع الأحكام والآداب والفضائل الإنسانية التي هي قبس من نور الله على عباده، وتشبيه النور بمشكاة ﴿فيها مصباح المصباح في زجاجة الزجاجة كأنها كوكب دريّ يوقد من شجرة مباركة﴾ [النور:35]، هذا التشبيه كأنه يدلّ على أن النور حتى نحافظ عليه مضيئاً يجب أن نحيطه بما يحفظه والفتيل الذي به نشعل النور إنما هو الآية الأولى في السورة هذه الآية الشديدة التي تحرك الناس لإضاءة مصباح مجتماعاتهم الصالحة بتحقيق الضمانات الأخلاقية حتى يبقى النور مشعّاً.

## عدد آياتها وكلماتها، وحروفها
كلماتها: ألف وَثَلَاث مئة وست عشرَة كلمة.
حروفها: خَمْسَة آلَاف وست مئة وَثَمَانُونَ حرفاً.
آياتها: اثنتان وستون في العد المكي والمدني، وأربع وستون في العد البصري والكوفي والشامي.
وفيهَا مِمَّا يشبه الفواصل وَلَيْسَ معدوداً بِإِجْمَاع موضعان: {لَهُم عَذَاب أَلِيم} بعده {فِي الدُّنْيَا وَالْآخِرَة} {وَلَو لم تمسسه نَار}.

## مكان نزول السورة، وترتيبها وسبب نزولها

### مكان نزول السورة
نزلت في المدينة في الإجماع، منجمة في فترة زمنية طويلة، ابتداء من أواخر السنة الأولى للهجرة، أو أوائل السنة الثانية منها إلى النصف الثاني من السنة التاسعة للهجرة.

### ترتيب نزل السورة
فهي السورة السابعة عشرة في ترتيب نزول السور المدنية، والرابعة والعشرون في ترتيب المصحف.

### سبب نزول السورة
لم تنزل سورة (النور) في وقت واحد، بل نزلت منجمة مفرقة، مثلها مثل كثير من سور القرآن، ومن أهم ما ورد في سبب نزول بعض آياتها، ما يلي:
1. قوله تعالى:﴿الزَّانِي لَا يَنْكِحُ إِلَّا زَانِيَةً أَوْ مُشْرِكَةً﴾ [النور:3]، قال المفسرون: قدم المهاجرون إلى المدينة وفيهم فقراء ليست لهم أموال، وبالمدينة نساء بغايا مسافحات يكرين أنفسهن، وهن يومئذ أخصب أهل المدينة، فرغب في كسبهن ناس من فقراء المهاجرين، فقالوا: لو أنا تزوجنا منهن فعشنا معهن إلى أن يغنينا الله عنهن، فاستأذنوا النبي ﷺ في ذلك، فنزلت هذه الآية وحرم فيها نكاح الزانية صيانة للمؤمنين عن ذلك، وقال عكرمة: نزلت الآية في نساء بغايا متعالنات بمكة والمدينة وكن كثيرات.[12]
2. قوله تعالى:﴿وَالَّذِينَ يَرْمُونَ أَزْوَاجَهُمْ وَلَمْ يَكُنْ لَهُمْ شُهَدَاءُ إِلَّا أَنْفُسُهُمْ﴾ [النور:6]، إلى قوله:﴿وَلَوْلَا فَضْلُ اللَّهِ عَلَيْكُمْ وَرَحْمَتُهُ وَأَنَّ اللَّهَ تَوَّابٌ حَكِيمٌ﴾ [النور:10]، وقد جاء في الروايات الصحيحة ما يؤكد أن هذه الآيات نزلت في هلال بن أمية، وفي عويمر العجلاني، ولا مانع عند العلماء من أن يكون للآية الواحدة أكثر من سبب، وفي التحقيق أنهما قصتان حدثتا في وقت واحد أو متقارب.[6]
3. قوله تعالى:﴿إِنَّ الَّذِينَ جَاءُوا بِالْإِفْكِ عُصْبَةٌ مِنْكُمْ لَا تَحْسَبُوهُ شَرًّا لَكُمْ بَلْ هُوَ خَيْرٌ لَكُمْ لِكُلِّ امْرِئٍ مِنْهُمْ مَا اكْتَسَبَ مِنَ الْإِثْمِ وَالَّذِي تَوَلَّى كِبْرَهُ مِنْهُمْ لَهُ عَذَابٌ عَظِيمٌ ۝١١﴾ [النور:11] الى آية 20، عن عائشة  زوج النبي  حين قال فيها أهل الإفك ما قالوا، فبرأها الله تعالى منه، قال الزهري: ذكروا أن عائشة  زوج النبي ﷺ قالت: كان رسول الله ﷺ إذا أراد سفرا أقرع بين نسائه، فأيتهن خرج سهمها خرج بها معه؛ قالت عائشة  فأقرع بيننا في غزوة غزاها فخرج فيها سهمي، فخرجت مع رسول الله ﷺ وذلك بعدما نزلت آية الحجاب فأنا أحمل في هودجي وأنزل فيه مسيرنا حتى فرغ رسول الله ﷺ من غزوته وقفل ودنونا من المدينة أذن ليلة بالرحيل، فقمت حين آذنوا بالرحيل ومشيت حتى جاوزت الجيش، فلما قضيت شأني أقبلت إلى الرحل، فلمست صدري فإذا عقد من جزع ظفار قد انقطع، فرجعت فالتمست عقدي، فحبسني ابتغاؤه، وأقبل الرهط الذي كانوا يرحلون بي، فحملوا هودجي فرحلوه على بعيري الذي كنت أركب وهم يحسبون أني فيه...، الحديث بطوله إلى ان قالت: فلما سري عن رسول الله ﷺ سري عنه وهو يضحك، وكان أول كلمة تكلم بها أن قال: «أبشري يا عائشة، أما والله لقد برأك الله»، فقالت لي أمي: قومي إليه، فقلت: والله لا أقوم إليه ولا أحمد إلا الله سبحانه وتعالى هو الذي برأني، قالت: فأنزل الله سبحانه وتعالى:﴿إِنَّ الَّذِينَ جَاءُوا بِالْإِفْكِ عُصْبَةٌ مِنْكُمْ﴾ [النور:11] العشر الآيات، فلما أنزل الله هذه الآية في براءتي قال أبو بكر الصديق، وكان ينفق على مسطح لقرابته وفقره - والله لا أنفق عليه شيئا أبدا بعد الذي قال لعائشة، فأنزل الله تعالى:﴿وَلَا يَأْتَلِ أُولُو الْفَضْلِ مِنْكُمْ وَالسَّعَةِ أَنْ يُؤْتُوا أُولِي الْقُرْبَى﴾ [النور:22] إلى قوله: ﴿أَلَا تُحِبُّونَ أَنْ يَغْفِرَ اللَّهُ لَكُمْ﴾ [النور:22] فقال أبو بكر: والله إني أحب أن يغفر الله لي، فرجع إلى مسطح النفقة التي كانت عليه وقال: لا أنزعها منه أبدا، رواه البخاري ومسلم كلاهما عن أبي الربيع الزهراني.[13]
4. قوله تعالى: ﴿وَلَا تُكْرِهُوا فَتَيَاتِكُمْ عَلَى الْبِغَاءِ إِنْ أَرَدْنَ تَحَصُّنًا لِتَبْتَغُوا عَرَضَ الْحَيَاةِ الدُّنْيَا وَمَنْ يُكْرِهُّنَّ فَإِنَّ اللَّهَ مِنْ بَعْدِ إِكْرَاهِهِنَّ﴾ [النور:33]، عن جابر قال: كان عبد الله بن أبي يقول لجارية له: اذهبي فابغينا شيئا، فأنزل الله {ولا تكرهوا فتياتكم على البغاء} إلى قوله: {غفور رحيم}.[14]
5. قوله تعالى:﴿لَيْسَ عَلَى الْأَعْمَى حَرَجٌ﴾ [النور:61]، قال ابن عباس: لما أنزل الله تبارك وتعالى: {لا تأكلوا أموالكم بينكم}، تحرج المسلمون عن مؤاكلة المرضى والزمنى والعمي والعرج، وقالوا: الطعام أفضل الأموال، وقد نهى الله عن أكل المال بالباطل، والأعمى لا يبصر موضع الطعام الطيب، والأعرج لا يستطيع المزاحمة على الطعام، والمريض لا يستوفي الطعام، فأنزل الله هذه الآية.[12]

## خصائص السورة وفضائلها

### خصائص السورة
1. استفتح الله هذه السورة بتنبيه العباد إلى فضلها، وعلو مكانها ومنزلتها،[15] حيث انفردت بمطلع وافتتاحية لم تشاركها سورة أخرى، وهو قوله تعالى: "سورة أنزلناها ...". وهذا تفرد لا نظير له في القرآن، بل هي السورة الوحيدة التي ابتدأت بما يُشير إلى فضلها ومنزلتها، وكأنها افتتاحية للفت النظر إلى أهمية ما تتضمنه من أحكام، وتشريعات، وقواعد، لحفظ المجتمع، وصيانة روابط الأسرة، التي هى الأساس الذي يقوم عليه كيان الجماعات والأمم،[9] وقد كان من عادة القرآن أن تستفتح السور فيه بمقاصده، ويذكر الله فيها ما يذكره، ولكن هذه السورة خاصة استفتحها الله  بتنبيه العباد على عظيم شأنها.
2. كما شملت على عقاب الذين يقذفون المحصنات، والزجر عن حب إشاعة الفواحش بين المؤمنين والمؤمنات، وإفشاء السلام، ومنع الرحمة في حق الزناة لأنه أنفع للمجتمع وحرم اقتران الزانية بالمؤمن لأنها أخس منه ولعدم وقوع الشبهة في الزواج ولصوالح المجتمع - أياً كانت سواءً كانا متزوجين أو غير متزوجين، ثم ذكر الذرائع الصالحة لعدم الوقوع في الحرام والأسباب المحافظة على الطهر وهي غض البصر.
3. انفردت ببيان مجموعة من الأحكام، ومن أهمها: (حد الزنى، وحكم قذف المحصنات، وأحكام اللعان، وأحكام مكاتبة الرقيق، وأحكام الأمر والحث على الزواج، وأحكام غض البصر، وأحكام الزيارة والاستئذان، وأحكام اللباس والخمار والزينة، كم انفردت أيضا بذكر اسم من أسماء الله الحسنى، وهو النور، وانفردت بذكر قصة الإفك.[6]

### فضائل السورة
أثبت العلماء في كتبهم عدة روايات في فضل سورة النور، تتفاوت وتتباين في صحتها، وتدعو إلى تعلم السورة وتدبر أحكامها، مما يدل على عظيم منزلتها وفضلها، ومدى اهتمام السلف الصالح بها، ومن أهم وأصح تلك الروايات ما روي عن حارث بن مضرّب، قال: كتب إلينا عمر بن الخطاب: "أن تعلّموا سورة النساء والأحزاب والنور، وتعليم هذه السورة للنساء مروي أيضا عن عائشة .

## مناسبت السورة لما قبلها
- الأول: أنه تعالى لما قال في مطلع سورة المؤمنين: ﴿وَالَّذِينَ هُمْ لِفُرُوجِهِمْ حَافِظُونَ ۝٥﴾ [المؤمنون:5]، ذكر هنا أحكام من لم يحفظ فرجه من الزناة، وما اتصل بذلك من شأن القذف، وقصة الإفك، والأمر بغض البصر الذي هو داعية الزنى، والاستئذان الذي جعل من أجل النظر، وأمر بالتزويج حفظا للفروج، وأمر من عجز عن مؤن الزواج بالاستعفاف وحفظ فرجه، ونهى عن إكراه الفتيات على الزنى.[16]
- الثاني: إنه تعالى لما قال فيما سلف إنه لم يخلق الخلق عبثا بل للأمر والنهى- ذكر هنا جملة من الأوامر والنواهي.[17]

## مناسبة السورة لما بعدها
إن المتأمل في سورتي النور والفرقان؛ يدرك أن المناسبة بين السورتين ظاهرة، وهذا ما توصل إليه العلماء، فلكل منهم كلمته في إظهار بديع التناسب بين السورتين، وبيان إعجاز ارتباطهما.
وقال الزحيلي: تظهر مناسبة سورة النور لما بعدها من وجوه: أهمها:
- أن السورة ختمت بأن الله مالك جميع ما في السموات والأرض، وبدئت سورة الفرقان بتعظيم الله الذي له ملك السموات والأرض من غير ولد ولا شريك في الملك.

- وأوجب الله في أواخر سورة النور إطاعة أمر النبي ﷺ، وأبان مطلع الفرقان وصف دستور الطاعة، وهو هذا القرآن العظيم الذي يرشد العالم لأقوم طريق.
- تضمنت سورة النور القول في الإلهيات، وأبانت ثلاثة أنواع من دلائل التوحيد:

1. أحوال السماء والأرض.
2. الآثار العلوية من إنزال المطر وكيفية تكون الثلج والبرد.
3. وأحوال الحيوانات.

وذكر في الفرقان جملة من المخلوقات الدالة على توحيد الله:
1. كمدّ الظل
2. والليل والنهار
3. والرياح والماء، والأنعام.[16]

وقال البقاعي: "لما تضمنت سورة النور بيان كثير من الأحكام كحكم الزنى، ورمي الزوجات به، والقذف، والاستئذان، والحجاب، وإسعاف الفقير، والكتابة، وغير ذلك، والكشف عن مغيبات، من تغاير حالات، تبين بمعرفتها والاطلاع عليها الخبيث من الطيب، كاطلاعه سبحانه نبيه والمؤمنين على ما تقوله أهل الإفك، وبيان سوء حالهم، واضمحلال محالهم، في قصة المنافقين في إظهارهم ضد ما يضمرون؛ ثم كريم وعده للخلفاء الراشدين ﴿وَعَدَ اللَّهُ الَّذِينَ آمَنُوا وَعَمِلُوا الصَّالِحَاتِ لَهُمْ مَغْفِرَةٌ وَأَجْرٌ عَظِيمٌ ۝٩﴾ [المائدة:9]، ثم ما فضح به تعالى منافقي الخندق ﴿قَدْ يَعْلَمُ اللَّهُ الَّذِينَ يَتَسَلَّلُونَ مِنْكُمْ لِوَاذًا﴾ [النور:63]، إلى آخر الآية، فكان مجموع هذا فرقاناً يعتضد به الإيمان، ولا ينكره مقر بالرحمن، يشهد لرسول الله ﷺ بصحة رسالته، ويوضح مضمن قوله تعالى: ﴿لَا تَجْعَلُوا دُعَاءَ الرَّسُولِ بَيْنَكُمْ كَدُعَاءِ بَعْضِكُمْ بَعْضًا﴾ [النور:63]، من عظيم قدره ﷺ وعليّ جلالته، أتبعه سبحانه بقوله ﴿تَبَارَكَ الَّذِي نَزَّلَ الْفُرْقَانَ عَلَى عَبْدِهِ﴾ [الفرقان:1]، وهو القرآن الفارق بين الحق والباطل، والمطلع على ما أخفاه المنافقون وأبطنوه من المكر والكفر ﴿لِيَكُونَ لِلْعَالَمِينَ نَذِيرًا﴾ [الفرقان:1]، فيحذرهم من مرتكبات المنافقين والتشبه بهم؛ ثم تناسج الكلام، والتحم جليل المعهود من ذلك النظام، وتضمنت هذه السورة من النعي على الكفار والتعريف ببهتهم وسوء مرتكبهم ما لم يتضمن كثير من نظائرها".

## مقاصد سورة النور
- ببيان حد الزنى، وعقاب الذين يقذفون المحصنات، وحكم اللعان.
- التعرض إلى براءة عائشة مما أرجفه عليها أهل النفاق، وعقابهم، والذين شاركوهم في التحدث به.
- الزجر عن حب إشاعة الفواحش بين المؤمنين والمؤمنات.
- الأمر بالصفح عن الأذى مع الإشارة إلى قضية مسطح بن أثاثة.
- بيان أحكام الاستئذان في الدخول إلى بيوت الناس المسكونة، ودخول البيوت غير المسكونة، وآداب المسلمين والمسلمات في المخالطة، وإفشاء السلام.
- التحريض على تزويج العبيد والإماء، والتحريض على مكاتبتهم، أي إعتاقهم على عوض يدفعونه لمالكيهم.
- تحريم البغاء الذي كان شائعا في الجاهلية، والأمر بالعفاف.
- ذم أحوال أهل النفاق والإشارة إلى سوء نواياهم مع النبي ﷺ.
- التحذير من الوقوع في حبائل الشيطان.
- ضرب المثل لهدي الإيمان وضلال الكفر.
- التنويه ببيوت العبادة والقائمين فيها.
- وصف عظمة الله وبدائع مصنوعاته وما فيها من منن على الناس.[10]

## المحتوى العام للسورة
المحور الرئيس الذي تدور حوله سورة النور هو:
- التربية الأخلاقية.
- والآداب الاجتماعية للفرد والجماعة.[19]

تهتم السورة بالآداب الاجتماعية عامة وآداب البيوت خاصة وقد وجّهت المسلمين إلى أسس الحياة الفاضلة بما فيها من توجيهات رشيدة وآداب سامية تحفظ المسلم ومجتمعه وتصون حرمته وتحافظ عليه من عوامل التفكك الداخلي والانهيار الخلقي الذي يدمّر الأمم.

## أبرز موضوعات السورة
1. أداب وأحكام قوام المجتمع: تبدأ السورة بآية شديدة جداً ﴿سُورَةٌ أَنْزَلْنَاهَا وَفَرَضْنَاهَا وَأَنْزَلْنَا فِيهَا آيَاتٍ بَيِّنَاتٍ لَعَلَّكُمْ تَذَكَّرُونَ ۝١﴾ [النور:1] وفيها تنبيه للمسلمين لأن السورة فيها أحكام وآداب هي قوام المجتمع القويم.[16]
2. بيان حد الزنى: تنتقل الآيات إلى عقوبة الزناة ﴿الزَّانِيَةُ وَالزَّانِي فَاجْلِدُوا كُلَّ وَاحِدٍ مِنْهُمَا مِائَةَ جَلْدَةٍ وَلَا تَأْخُذْكُمْ بِهِمَا رَأْفَةٌ فِي دِينِ اللَّهِ إِنْ كُنْتُمْ تُؤْمِنُونَ بِاللَّهِ وَالْيَوْمِ الْآخِرِ وَلْيَشْهَدْ عَذَابَهُمَا طَائِفَةٌ مِنَ الْمُؤْمِنِينَ ۝٢﴾ [النور:2]، والأصل في الدين الرأفة والرحمة أما في أحوال الزناة فالأمر يحتاج إلى الشدة والقسوة وإلا فسد المجتمع جرّاء التساهل في تطبيق شرع الله وحماية حدوده، لذا جاءت الآيات تدل على القسوة وعلى كشف الزناة. لكن يجب أن نفهم الدلالة من هذه الآية، فالله يأمرنا بأن نطبق العقوبة بعد أن نستكمل بعض الضمانات لحماية المجتمع فلو حدثت حادثة زنا لا يقام الحد حتى يشهد أربع شهود، فكأن إقامة الحد مستحيلة وكأنما في هذا توكيد على أن الله يحب الستر ولا يفضح إلا من جهر بالفاحشة ولنا أن نتخيل أي إنسان يزني أمام أربع شهود إلا إذا كان فاجراً مجاهراً عندها هذا هو الذي يقام عليه الحدّ حتى لا يفسد المجتمع بفجوره وتجرئه على الله وعلى أعراض الناس، فلو وقع في معصية ولم يكن له إلا ثلاث شهود لا يقام عليه الحد ويجب عليه التوبة والاستغفار ولهذا جاءت في السورة آيات التوبة والمغفرة، ﴿وَلَوْلَا فَضْلُ اللَّهِ عَلَيْكُمْ وَرَحْمَتُهُ وَأَنَّ اللَّهَ تَوَّابٌ حَكِيمٌ ۝١٠﴾ و﴿إِلَّا الَّذِينَ تَابُوا مِنْ بَعْدِ ذَلِكَ وَأَصْلَحُوا فَإِنَّ اللَّهَ غَفُورٌ رَحِيمٌ ۝٥﴾ و﴿وَلَوْلَا فَضْلُ اللَّهِ عَلَيْكُمْ وَرَحْمَتُهُ فِي الدُّنْيَا وَالْآخِرَةِ لَمَسَّكُمْ فِي مَا أَفَضْتُمْ فِيهِ عَذَابٌ عَظِيمٌ ۝١٤﴾ [النور:14]. والملاحظ تقديم الزانية على الزاني وكما يقول الدكتور أحمد الكبيسي أن سببه أن المرأة هي التي تقع عليها مسؤولية الزنا فهي لو أرادت وقع الزنا وإن لم ترد لم يقع فبيدها المنع والقبول، وهذا على عكس عقوبة السرقة ﴿والسارق والسارقة﴾ [المائدة:38] فهنا قدم السارق لأن طبيعة الرجل هو الذي يسعى في الرزق على أهله فهو الذي يكون معرضاً لفعل هذه الجريمة والله أعلم.[16]
3. حماية أعراض الناس: تناولت في ست عشرة آية قصة الإفك، على السيدة عائشة، ومن بين ما اشتملت عليه هذه القصة: تنبيه المؤمنين إلى العذاب العظيم الذي أعده الله تعالى لمن أشاع هذا الإفك، وحض المؤمنين على التثبت من صحة الأخبار، وعلى وجوب حسن الظن بالمؤمنين، وعلى تحذيرهم من اتباع خطوات الشيطان، ثم ختمت القصة ببراءة عائشة من كل ما اتهمت به، قال تعالى:﴿أُولَئِكَ مُبَرَّءُونَ مِمَّا يَقُولُونَ لَهُمْ مَغْفِرَةٌ وَرِزْقٌ كَرِيمٌ﴾ [النور:26]، نزلت فيها آيات تبرئة السيدة عائشة بعد حادثة الإفك ﴿إِنَّ الَّذِينَ جَاءُوا بِالْإِفْكِ عُصْبَةٌ مِنْكُمْ لَا تَحْسَبُوهُ شَرًّا لَكُمْ بَلْ هُوَ خَيْرٌ لَكُمْ لِكُلِّ امْرِئٍ مِنْهُمْ مَا اكْتَسَبَ مِنَ الْإِثْمِ وَالَّذِي تَوَلَّى كِبْرَهُ مِنْهُمْ لَهُ عَذَابٌ عَظِيمٌ ۝١١﴾ [النور:11] وكل الآيات التي سبقتها إنما كانت مقدمة لتبرءتها.[21] ثم يأتي التعقيب في ﴿لَوْلَا إِذْ سَمِعْتُمُوهُ ظَنَّ الْمُؤْمِنُونَ وَالْمُؤْمِنَاتُ بِأَنْفُسِهِمْ خَيْرًا وَقَالُوا هَذَا إِفْكٌ مُبِينٌ ۝١٢﴾ [النور:12] وفيها توجيه للمسلمين بإحسان الظنّ بإخوانهم المسلمين وبأنفسهم وأن يبتعدوا عن سوء الظن بالمؤمنين، وشددت على أهمية إظهار البيّنة ﴿لَوْلَا جَاءُوا عَلَيْهِ بِأَرْبَعَةِ شُهَدَاءَ فَإِذْ لَمْ يَأْتُوا بِالشُّهَدَاءِ فَأُولَئِكَ عِنْدَ اللَّهِ هُمُ الْكَاذِبُونَ ۝١٣﴾ ويأتي الوعظ الإلهي في ﴿يَعِظُكُمُ اللَّهُ أَنْ تَعُودُوا لِمِثْلِهِ أَبَدًا إِنْ كُنْتُمْ مُؤْمِنِينَ ۝١٧﴾ [النور:17]. فالسورة بشكل عام هي لحماية أعراض الناس وهي بحقّ سورة الآداب الاجتماعية.
4. الاستئذان: تنولت آداب الاستئذان، وتعليم الناس الآداب القويمة، والأخلاق المستقيمة، حتى يحيا المجتمع المسلم حياة يسودها الطهر والعفاف والنقاء، قال تعالى: ﴿يَا أَيُّهَا الَّذِينَ آمَنُوا لَا تَدْخُلُوا بُيُوتًا غَيْرَ بُيُوتِكُمْ حَتَّى تَسْتَأْنِسُوا وَتُسَلِّمُوا عَلَى أَهْلِهَا ذَلِكُمْ خَيْرٌ لَكُمْ لَعَلَّكُمْ تَذَكَّرُونَ ۝٢٧﴾ [النور:27] تعلمنا الآيات ضرورة الاستئذان لدخول البيوت وحتى داخل البيت الواحد للأطفال والخدم في ساعات الراحة التي قد يكون الأب والأم في خلوة ﴿يَا أَيُّهَا الَّذِينَ آمَنُوا لِيَسْتَأْذِنْكُمُ الَّذِينَ مَلَكَتْ أَيْمَانُكُمْ وَالَّذِينَ لَمْ يَبْلُغُوا الْحُلُمَ مِنْكُمْ ثَلَاثَ مَرَّاتٍ مِنْ قَبْلِ صَلَاةِ الْفَجْرِ وَحِينَ تَضَعُونَ ثِيَابَكُمْ مِنَ الظَّهِيرَةِ وَمِنْ بَعْدِ صَلَاةِ الْعِشَاءِ ثَلَاثُ عَوْرَاتٍ لَكُمْ لَيْسَ عَلَيْكُمْ وَلَا عَلَيْهِمْ جُنَاحٌ بَعْدَهُنَّ طَوَّافُونَ عَلَيْكُمْ بَعْضُكُمْ عَلَى بَعْضٍ كَذَلِكَ يُبَيِّنُ اللَّهُ لَكُمُ الْآيَاتِ وَاللَّهُ عَلِيمٌ حَكِيمٌ ۝٥٨﴾ [النور:58] ومن آداب الإسلام أن لا يدخل الأبناء على والديهم بدون استئذان.
5. غضّ البصر وحفظ الفرج: ﴿قُلْ لِلْمُؤْمِنِينَ يَغُضُّوا مِنْ أَبْصَارِهِمْ وَيَحْفَظُوا فُرُوجَهُمْ ذَلِكَ أَزْكَى لَهُمْ إِنَّ اللَّهَ خَبِيرٌ بِمَا يَصْنَعُونَ ۝٣٠﴾ [النور:30] وهذا توجيه للرجال والنساء معاً فهم جميعاً مطالبون بغض البصر.
6. الحجاب: ﴿وَقُلْ لِلْمُؤْمِنَاتِ يَغْضُضْنَ مِنْ أَبْصَارِهِنَّ وَيَحْفَظْنَ فُرُوجَهُنَّ وَلَا يُبْدِينَ زِينَتَهُنَّ إِلَّا مَا ظَهَرَ مِنْهَا وَلْيَضْرِبْنَ بِخُمُرِهِنَّ عَلَى جُيُوبِهِنَّ وَلَا يُبْدِينَ زِينَتَهُنَّ إِلَّا لِبُعُولَتِهِنَّ أَوْ آبَائِهِنَّ أَوْ آبَاءِ بُعُولَتِهِنَّ أَوْ أَبْنَائِهِنَّ أَوْ أَبْنَاءِ بُعُولَتِهِنَّ أَوْ إِخْوَانِهِنَّ أَوْ بَنِي إِخْوَانِهِنَّ أَوْ بَنِي أَخَوَاتِهِنَّ أَوْ نِسَائِهِنَّ أَوْ مَا مَلَكَتْ أَيْمَانُهُنَّ أَوِ التَّابِعِينَ غَيْرِ أُولِي الْإِرْبَةِ مِنَ الرِّجَالِ أَوِ الطِّفْلِ الَّذِينَ لَمْ يَظْهَرُوا عَلَى عَوْرَاتِ النِّسَاءِ وَلَا يَضْرِبْنَ بِأَرْجُلِهِنَّ لِيُعْلَمَ مَا يُخْفِينَ مِنْ زِينَتِهِنَّ وَتُوبُوا إِلَى اللَّهِ جَمِيعًا أَيُّهَ الْمُؤْمِنُونَ لَعَلَّكُمْ تُفْلِحُونَ ۝٣١﴾.
7. تسهيل تزويج الشباب ﴿وَأَنْكِحُوا الْأَيَامَى مِنْكُمْ وَالصَّالِحِينَ مِنْ عِبَادِكُمْ وَإِمَائِكُمْ إِنْ يَكُونُوا فُقَرَاءَ يُغْنِهِمُ اللَّهُ مِنْ فَضْلِهِ وَاللَّهُ وَاسِعٌ عَلِيمٌ ۝٣٢﴾ [النور:32] وتسهيل هذا الزواج لحماية الشباب الذي بلغ سن الزواج وبالتالي حماية المجتمع كاملاً.
8. منع البغاء: ﴿وَلْيَسْتَعْفِفِ الَّذِينَ لَا يَجِدُونَ نِكَاحًا حَتَّى يُغْنِيَهُمُ اللَّهُ مِنْ فَضْلِهِ وَالَّذِينَ يَبْتَغُونَ الْكِتَابَ مِمَّا مَلَكَتْ أَيْمَانُكُمْ فَكَاتِبُوهُمْ إِنْ عَلِمْتُمْ فِيهِمْ خَيْرًا وَآتُوهُمْ مِنْ مَالِ اللَّهِ الَّذِي آتَاكُمْ وَلَا تُكْرِهُوا فَتَيَاتِكُمْ عَلَى الْبِغَاءِ إِنْ أَرَدْنَ تَحَصُّنًا لِتَبْتَغُوا عَرَضَ الْحَيَاةِ الدُّنْيَا وَمَنْ يُكْرِهُّنَّ فَإِنَّ اللَّهَ مِنْ بَعْدِ إِكْرَاهِهِنَّ غَفُورٌ رَحِيمٌ ۝٣٣﴾ [النور:33].
9. منع إشاعة الفواحش بإظهار خطورة انتشارها: ﴿إِنَّ الَّذِينَ يُحِبُّونَ أَنْ تَشِيعَ الْفَاحِشَةُ فِي الَّذِينَ آمَنُوا لَهُمْ عَذَابٌ أَلِيمٌ فِي الدُّنْيَا وَالْآخِرَةِ وَاللَّهُ يَعْلَمُ وَأَنْتُمْ لَا تَعْلَمُونَ ۝١٩﴾ ﴿إِنَّ الَّذِينَ يَرْمُونَ الْمُحْصَنَاتِ الْغَافِلَاتِ الْمُؤْمِنَاتِ لُعِنُوا فِي الدُّنْيَا وَالْآخِرَةِ وَلَهُمْ عَذَابٌ عَظِيمٌ ۝٢٣ يَوْمَ تَشْهَدُ عَلَيْهِمْ أَلْسِنَتُهُمْ وَأَيْدِيهِمْ وَأَرْجُلُهُمْ بِمَا كَانُوا يَعْمَلُونَ ۝٢٤﴾ [النور:23–24]. فلقد لعن الله الذين يشيعون الفاحشة أو يرمون المحصنات وحذرهم من عذابه في الدنيا والآخرة.
10. حد القذف: حذّرنا الله في هذه السورة من قذف المحصنات وبيّن لنا العقوبة التي تقع على هؤلاء وهي لعنة الله وعذابه في الدنيا والآخرة.
11. آية النور: هذه الآية فيها من الإعجاز ما توقف عنده العلماء، ووجودها هو بتدبير وبحكمة من الله، فلو طبّق المجتمع الضمانات التي أوردتها الآيات لشعّ النور في المجتمع، وشرع الله هو النور الذي يضيء المجتمع ولذا تكررت في السورة ﴿آيات مبيّنات﴾ و﴿آيات بيّنات﴾ 9 مرّات لأن هذه الآيات وما فيها من منهج تبيّن للناس طريقهم والنور من خصائصه أن يبيّن ويَظهر ويكشف، هذا النور الذي ينير المجتمع الإسلامي إنما مصدره ﴿اللَّهُ نُورُ السَّمَاوَاتِ وَالْأَرْضِ مَثَلُ نُورِهِ كَمِشْكَاةٍ فِيهَا مِصْبَاحٌ الْمِصْبَاحُ فِي زُجَاجَةٍ الزُّجَاجَةُ كَأَنَّهَا كَوْكَبٌ دُرِّيٌّ يُوقَدُ مِنْ شَجَرَةٍ مُبَارَكَةٍ زَيْتُونَةٍ لَا شَرْقِيَّةٍ وَلَا غَرْبِيَّةٍ يَكَادُ زَيْتُهَا يُضِيءُ وَلَوْ لَمْ تَمْسَسْهُ نَارٌ نُورٌ عَلَى نُورٍ يَهْدِي اللَّهُ لِنُورِهِ مَنْ يَشَاءُ وَيَضْرِبُ اللَّهُ الْأَمْثَالَ لِلنَّاسِ وَاللَّهُ بِكُلِّ شَيْءٍ عَلِيمٌ ۝٣٥﴾، وينزل هذا النور في المساجد ﴿فِي بُيُوتٍ أَذِنَ اللَّهُ أَنْ تُرْفَعَ وَيُذْكَرَ فِيهَا اسْمُهُ يُسَبِّحُ لَهُ فِيهَا بِالْغُدُوِّ وَالْآصَالِ ۝٣٦﴾ وينزل على ﴿رِجَالٌ لَا تُلْهِيهِمْ تِجَارَةٌ وَلَا بَيْعٌ عَنْ ذِكْرِ اللَّهِ وَإِقَامِ الصَّلَاةِ وَإِيتَاءِ الزَّكَاةِ يَخَافُونَ يَوْمًا تَتَقَلَّبُ فِيهِ الْقُلُوبُ وَالْأَبْصَارُ ۝٣٧﴾ [النور:37] والذي لا يسير على شرع الله يكون حاله كما في الآية ﴿وَالَّذِينَ كَفَرُوا أَعْمَالُهُمْ كَسَرَابٍ بِقِيعَةٍ يَحْسَبُهُ الظَّمْآنُ مَاءً حَتَّى إِذَا جَاءَهُ لَمْ يَجِدْهُ شَيْئًا وَوَجَدَ اللَّهَ عِنْدَهُ فَوَفَّاهُ حِسَابَهُ وَاللَّهُ سَرِيعُ الْحِسَابِ ۝٣٩ أَوْ كَظُلُمَاتٍ فِي بَحْرٍ لُجِّيٍّ يَغْشَاهُ مَوْجٌ مِنْ فَوْقِهِ مَوْجٌ مِنْ فَوْقِهِ سَحَابٌ ظُلُمَاتٌ بَعْضُهَا فَوْقَ بَعْضٍ إِذَا أَخْرَجَ يَدَهُ لَمْ يَكَدْ يَرَاهَا وَمَنْ لَمْ يَجْعَلِ اللَّهُ لَهُ نُورًا فَمَا لَهُ مِنْ نُورٍ ۝٤٠﴾.
12. ثم ختم السورة ببيان صفات المؤمنين الصادقين، وبحضهم على تكريم رسولهم ﷺ وتعظيمه وتوقيره، وببيان أن هذا الكون كله ملك لله وتحت قبضته وعلمه.[22]

## الناسخ والمنسوخ في سورة النور
الآية الأولى: قوله تعالى: ﴿الزَّانِي لَا يَنْكِحُ إِلَّا زَانِيَةً أَوْ مُشْرِكَةً وَالزَّانِيَةُ لَا يَنْكِحُهَا إِلَّا زَانٍ أَوْ مُشْرِكٌ﴾ [النور:3].
عن سعيد بن المسيب في قوله: ﴿وَالزَّانِيَةُ لَا يَنْكِحُهَا إِلَّا زَانٍ أَوْ مُشْرِكٌ﴾ [النور:3] قال نسختها الآية التي بعدها: ﴿وَأَنْكِحُوا الْأَيَامَى مِنْكُمْ﴾ [النور:32]. قال الشافعي: فهذا كما قال ابن المسيب إن شاء الله، وعليه دلائل من القرآن والسنة، وأما النحاس فيورد أربعة أقوال في الآية:
- الأول: أنها منسوخة، على رأي ابن المسيب.
- الثاني: أنها محكمة ومعناها الوطء، هذا على رأي ابن عباس، وهو اختيار الطبري.
- الثالث: الزاني المجلود في الزنا لا ينكح إلا مجلودة مثله، وهو مروي عن أبي هريرة والحسن، ثم قال النحاس وهذا الحديث يجوز أن يكون منسوخاً.
- الرابع: وهي الزانية التي تكتسب بزناها، وتنفق على زوجها، وهذا المعنى مروي عن عبد الله بن عمرو، وهو قول مجاهد ثم قال النحاس: هذا الحديث من أحسن ما روي في هذه الآية، فإذا صح جاز أن تكون الناسخة بعده والله أعلم بحقيقة ذلك. هكذا أورد مكي بن أبي طالب الآراء الأربعة عن أصحابها ولم يرجح رايا دون آخر، وأما الإمامان ابن جرير، وابن كثير، فقد فسرا بما يؤيد إحكام الآية.[23]

الآية الثانية: قال تعالى: ﴿يَا أَيُّهَا الَّذِينَ آمَنُوا لَا تَدْخُلُوا بُيُوتًا غَيْرَ بُيُوتِكُمْ حَتَّى تَسْتَأْنِسُوا وَتُسَلِّمُوا عَلَى أَهْلِهَا ذَلِكُمْ خَيْرٌ لَكُمْ لَعَلَّكُمْ تَذَكَّرُونَ ۝٢٧﴾ [النور:27]، وللعلماء في هذه الآية قولان:
1. الأول: كان هذا عاما في جميع البيوت، ثم نسخ من هذا واستثنى فقال تعالى: ﴿لَيْسَ عَلَيْكُمْ جُنَاحٌ أَنْ تَدْخُلُوا بُيُوتًا غَيْرَ مَسْكُونَةٍ فِيهَا مَتَاعٌ لَكُمْ﴾ [النور:29].
2. والثاني: الآيتان محكمتان، يعني به البيوت التي لها أرباب وسكان، والآية الأخرى في البيوت التي ليس لها أرباب يعرفون ولا سكان، فالقول الأول يروى عن ابن عباس، وعكرمة. وعن الضحاك، عن ابن عباس، ﴿يَا أَيُّهَا الَّذِينَ آمَنُوا لَا تَدْخُلُوا بُيُوتًا غَيْرَ بُيُوتِكُمْ حَتَّى تَسْتَأْنِسُوا﴾ [النور:27]، قال حتى تستأذنوا {وتسلموا على أهلها}، قال: "فيه تقديم وتأخير حتى تسلموا على أهلها وتستأنسوا، قال: ثم استثنى البيوت التي على طرق الناس والتي ينزلها المسافرون فقال تعالى:﴿لَيْسَ عَلَيْكُمْ جُنَاحٌ أَنْ تَدْخُلُوا بُيُوتًا غَيْرَ مَسْكُونَةٍ﴾ [النور:29]، يقول ليس لها أهل ولا سكان بغير تسليم ولا استئذان، وروى يزيد، عن عكرمة، والحسن، ﴿لَا تَدْخُلُوا بُيُوتًا غَيْرَ بُيُوتِكُمْ حَتَّى تَسْتَأْنِسُوا وَتُسَلِّمُوا عَلَى أَهْلِهَا﴾ [النور:27]: " نسخ من ذلك واستثنى فقال: ﴿لَيْسَ عَلَيْكُمْ جُنَاحٌ أَنْ تَدْخُلُوا بُيُوتًا غَيْرَ مَسْكُونَةٍ فِيهَا مَتَاعٌ لَكُمْ﴾ [النور:29]، "والقول الثاني: أنهما محكمتان قول أكثر أهل التأويل.[23]

الآية الثالثة: قوله تعالى: ﴿لِيَسْتَأْذِنْكُمُ الَّذِينَ مَلَكَتْ أَيْمَانُكُمْ﴾ [النور:58]، اختلفوا في هذه الآية، فذهب الأكثرون إلى أنها محكمة.

## اللغة والبلاغة في سورة النور

### اللغة في سورة النور
﴿سُورَةٌ أَنْزَلْنَاهَا وَفَرَضْنَاهَا﴾ [النور:1]: (السورة): طائفة من آيات القرآن، محددة البدء والنهاية شرعاً، بالتوقيف، أي النقل الثابت عن النبي ﷺ والوحي الإلهي بوساطة جبريل عليه السلام.
و(أَنْزَلْناها): أعطيناها الرسول وأوحينا بها إليه، والتعبير بالإنزال الذي هو صعود إلى نزول وإشارة إلى العلو، للدلالة على أن هذا القرآن من عند الله المتعالي على كل شيء، وكل من دونه نازل عنه في المرتبة، فلا يفهم من ذلك أنه تعالى في جهة.
(وَفَرَضْناها): الفرض: التقدير، أو قطع الشيء الصلب، والمراد هنا الإيجاب أي أوجبنا ما فيها من الأحكام إيجابا قطعيا، وقرئ وَفَرَضْناها بالتشديد لكثرة المفروض فيها آياتٍ جمع آية، وهي العلامة، والمراد هنا جملة من القرآن متصلة الكلام تحقق غرضا معينا.
(الإفك): أبلغ ما يكون من الكذب وقيل هو البهتان لا تشعر به حتى يفجأك وأصله الإفك وهو القلب لأنه قول مأفوك عن وجهه.
(كِبْرَهُ): الكبر بكسر الكاف في قراءة الجمهور، ويجوز ضم الكاف، وقرأ به يعقوب وحده، ومعناه: أشد الشيء ومعظمه، فهما لغتان عند جمهور أيمة اللغة، وقال ابن جني والزجاج: المكسور بمعنى الإثم، والمضموم: معظم الشيء، والذي تولى كبره هو عبد الله بن أبي بن سلول وهو منافق وليس من المسلمين.
(خُطُواتِ): جمع خطوة بفتح الخاء وضمها وسكون الطاء، وكل ما كان على وزن فعل بكسر الفاء أو فعل بفتح الفاء مع سكون العين جاز لنا إذا أردنا أن نجمعه جمعا مؤنثا سالما الاتباع والفتح والتسكين فنقول في خطوة خطوات وخطوات وخطوات.
{وأنكحوا الأيامى منكم}: (الأيامى) جمع أيّم، رجلا كان أو امرأة، وقد آم الرجل وآمت المرأة: إذا لم يتزوّجا، بكرين كانا أو ثيّبين، والمراد أنكحوا من تأيّم منكم من الأحرار والحرائر، والخطاب للمذكر على وجه التغليب.
{الْبِغَاءِ}: البغاء مصدر: باغت الجارية، إذا تعاطت الزنى بالأجر حرفة لها، فالبغاء الزنى بأجرة، واشتقاق صيغة المفاعلة فيه للمبالغة والتكرير ولذلك لا يقال إلا: باغت الأمة.
(اللَّهُ نُورُ): أي ذو نور يهدي به أهل السموات والأرض، أو منور السموات والأرض، من طريق المجاز، وأصل النور: ما به الإضاءة الحسية التي بها تبصر العين، ويطلق شرعا على ما به الاهتداء والإدراك، فأهل السموات والأرض أي العالم كله يهتدون بنوره، مَثَلُ نُورِهِ أي صفة نوره العجيبة الشأن في قلب المؤمن كَمِشْكاةٍ أي كوّة أو طاقة مسدودة غير نافذة من الخلف.

### البلاغة في سورة النور
جسدت السورة بين الخطاب المباشر التقريري لتوضيح قضايا اجتماعية وأخلاقية، ورسمت طريق النهج الأخلاقي القويم للمجتمع الإسلامي والخطاب الفني غير المباشر عبر صور بيانية جسدت المعاني والبيان والبديع بمعظم أنواعها، نذكر منها ما يلي:
- الإيجاز بالحذف: في قوله تعالى «سُورَةٌ أَنْزَلْناها» إيجاز بالحذف وهو كما يراه عبد القاهر الجرجاني باب دقيق المسلك، لطيف المأخذ، عجيب الأمر، شبيه بالسحر فإنك ترى به ترك الذكر أفصح من الذكر، والصمت عن الافادة أزيد للإفادة.[25]

- النهي والشرط للتهييج: المقصود من النهي في قوله «ولا تأخذكم» والشرط في قوله «إن كنتم تؤمنون إلخ» التهييج وإثارة الغضب وإلهاب الحفاظ على دين الله، وإن على المؤمنين الحراص على الاتسام بهذه السمة المشرقة أن يتصلبوا في دينهم وأن لا تأخذهم هوادة أو لين في تنفيذ ما أمرهم الله به لاستيفاء حدوده، وقد ضرب رسول الله ﷺ المثل بنفسه وابنته فقال: «لو سرقت فاطمة بنت محمد لقطعت يدها».[25]

- الحصر بإلا: ظاهر النظم يوحي بأن الزاني لا ينكح المؤمنة العفيفة وأن الزانية لا ينكحها المؤمن التقي، ولما كان ذلك غير ظاهر الصحة كان لا بد من حمل الإخبار على الأعم الأغلب، كما لا يفعل الخير إلا الرجل التقي، وقد يفعل الخير من ليس بتقي.[25]

- الاستعارة: (وَٱلَّذِينَ يَرۡمُونَ أَزۡوَٰجَهُمۡ): يقول الشوكاني في تفسير كلمة (يرمون) إنّ الله سبحانه استعار الرمي بالتعبير عن الشتم بفاحشة الزنا فهو جناية بالكلام ويذكر شاهداً من قول النابغة (وجرح اللسان كجرح اليد) كما يسمى الشتم بالفاحشة (قذفاً) وقيل إنَّ الآية تشمل الرجال والنساء بمعنى قذف الأنفس المحصنات.[28]

- التعبير بالأنفس عن الآخرين: التعبير بالأنفس عن الآخرين ينطوي على أبعد النكت مرمى وأكثرها حفولاً بالمعاني السامية، فهو أولا يهيب بالمؤمنين الى التعاطف وإجراء التوبيخ على النفس بدلا من أن يذكره بسوء، وذلك أدعى إلى اصطناعه وجعله محمولاً على الموالاة والاصطفاء، وذلك بتصويره بصورة من أخذ يقذف نفسه ويرميها بما ليس فيها من الفاحشة.[25]

- كناية: في قوله تعالى:﴿يَا أَيُّهَا الَّذِينَ آمَنُوا لَا تَدْخُلُوا بُيُوتًا غَيْرَ بُيُوتِكُمْ حَتَّى تَسْتَأْنِسُوا وَتُسَلِّمُوا عَلَى أَهْلِهَا ذَلِكُمْ خَيْرٌ لَكُمْ لَعَلَّكُمْ تَذَكَّرُونَ ۝٢٧﴾ [النور:27]، فإنّ التعبير بكلمة تستأنسوا كناية عن الاستئذان فهي كناية لطيفة يقصد منها طلب الأنس من صاحب البيت والتأكد من انتفاء الوحشة والكراهية فكانت كلمة تستأنسوا أبلغ من تستأذنوا في هذا المقام فسبحان الله من أنزل القرآن المعجز بدقة بيانه.[10]

- الالتفات: وفي الكلام عدول عن الخطاب الى الغيبة وعن الضمير الى الظاهر وسياق الحديث أن يقول: ﴿لَوْلَا إِذْ سَمِعْتُمُوهُ ظَنَّ الْمُؤْمِنُونَ وَالْمُؤْمِنَاتُ بِأَنْفُسِهِمْ خَيْرًا﴾ [النور:12] وانما اقتضت البلاغة هذا الالتفات والعدول عن الضمير الى الظاهر للمبالغة في التوبيخ.[25]

- استعارة وتشبيه تمثيلي: وذلك في قوله تعالى: ﴿اللَّهُ نُورُ السَّمَاوَاتِ وَالْأَرْضِ مَثَلُ نُورِهِ كَمِشْكَاةٍ فِيهَا مِصْبَاحٌ﴾ [النور:35]: فقوله تعالى: (اللَّهُ نُورُ السَّماواتِ)، نُورُ من إطلاق المصدر على اسم الفاعل للمبالغة، أي منوّر كل شيء، كأنه عين نوره. ومن فسر ذلك بأنه هادي أهل السموات والأرض ببراهينه وبيانه، فهو استعارة، وقوله تعالى: ﴿مَثَلُ نُورِهِ كَمِشْكَاةٍ فِيهَا مِصْبَاحٌ﴾ [النور:35]: تشبيه تمثيلي، شبه نور الله الذي جعله في قلب المؤمن بالمصباح في كوة (طاقة) داخل زجاجة، تشبه الكوكب الدري في الصفاء والحسن، سمي تمثيليا لأن وجه الشبه منتزع من متعدد.[16]

- التنكير لإفادة العموم:﴿وَاللَّهُ خَلَقَ كُلَّ دَابَّةٍ مِنْ مَاءٍ فَمِنْهُمْ مَنْ يَمْشِي عَلَى بَطْنِهِ وَمِنْهُمْ مَنْ يَمْشِي عَلَى رِجْلَيْنِ وَمِنْهُمْ مَنْ يَمْشِي عَلَى أَرْبَعٍ يَخْلُقُ اللَّهُ مَا يَشَاءُ إِنَّ اللَّهَ عَلَى كُلِّ شَيْءٍ قَدِيرٌ ۝٤٥﴾ [النور:45]، جاء في الآية (كل دابَّة من ماء)، والتنكير هنا في كلمة دابَّة لإفادة العموم، أي تشمل كل ما يدبّ على الأرض، ويذكر الألوسي أنّ التاء في كلمة دابَّة ليست للتأنيث وإنّما لنقل الكلمة إلى الإسمية، وقد قيل في وصف الدابَّة دابَّة واحد، فيدخل في عموم معنى دابَّة على ما جاء في التفاسير الحيوانات التي تدبّ على الأرض، ومنها الإنسان، وأدخلوا الطير والسمك في عموم معنى هذه الكلمة، وبعض أئمة التَّفسير أدخلوا الجنَّ والملائكة في عموم معنى كلمة دابَّة، فتنكير دابَّة لإفادة العموم كما يظهر وتنكير ماء للإفراد النَّوعي، فتنكير الماء يشير إلى أنّ حقيقة الماء هي مبدأ أيِّ شيء حيٍّ، وكذلك تنكير كلمة رجلين وكلمة أربع تشير إلى عموم كلّ مخلوقات الله التي تمشي على رجلين كالإنسان والطير وكل ما يمشي على أربع، والأمثلة على ذلك كثيرة.[29]

## القراءات لبعض كلمات السورة
قوله تعالى: (وَفَرَضْناها): قرأ ابن كثير وأبو عمرو وَفَرَضْناها بتشديد الراء، والباقون بالتخفيف.
﴿فَشَهَادَةُ أَحَدِهِمْ أَرْبَعُ شَهَادَاتٍ بِاللَّهِ إِنَّهُ لَمِنَ الصَّادِقِينَ﴾ [النور:6]: "اختلف القرّاء في قراءة ذلك، فقرأ عامة قرّاء المدينة والبصرة: "أرْبَعَ شَهاداتٍ" نصبا، ولنصبهم ذلك وجهان:
- أحدهما: أن تكون الشهادة في قوله: (فَشَهَادَةُ أَحَدِهِمْ) مرفوعة بمضمر قبلها، وتكون "الأربع" منصوبا بمعنى الشهادة، فيكون تأويل الكلام حينئذ: فعلى أحدهم أن يشهد أربعَ شهادات بالله.
- والوجه الثاني: أن تكون الشهادة مرفوعة بقوله: (إِنَّهُ لَمِنَ الصَّادِقِينَ) و"الأربع" منصوبة بوقوع الشهادة عليها، كما يقال: شهادتي ألف مرة إنك لرجل سَوْء، وذلك أن العرب ترفع الأيمان بأجوبتها، فتقول: حلف صادق لأقومنّ، وشهادة عمرو ليقعدنّ، وقرأ ذلك عامة قرّاء الكوفيين: (أَرْبَعُ شَهَادَاتٍ) برفع "الأربع"، ويجعلونها للشهادة مرافعة، وكأنهم وجهوا تأويل الكلام: فالذي يلزم من الشهادة، أربعُ شهادات بالله إنه لمن الصادقين، وأولى القراءتين في ذلك عندي بالصواب قراءة من قرأ: "فشهادة أحدهم أربع شهادات بالله إنه لمن الصادقين" بنصب أربع، بوقوع "الشهادة" عليها، و"الشهادة" مرفوعة حينئذ على ما وصفت من الوجهين قبل".[30]

(أَنَّ لَعْنَتَ): قرأ نافع بإسكان النون مخففة ورفع التاء، والباقون بتشديد النون ونصب التاء ووقف عليها بالهاء المكي والبصري وعلي، والباقون بالتاء وهو الرسم، وليس محل وقف.
{وَالَّذِي تَوَلَّى كِبْرَهُ}: وقد اختلفت القرّاء في قراءة قوله: (كِبْرهُ) فقرأت ذلك عامة قراء الأمصار: (كِبْرَهُ) بكسر الكاف، سوى حميد الأعرج، فإنه كان يقرؤه "كُبْرهُ" بمعنى: والذي تحمل أكبره. وأولى القراءتين في ذلك بالصواب: القراءة التي عليها عوامّ القرّاء، وهي كسر الكاف، لإجماع الحجة من القرّاء عليها، وأن الكبر بالكسر: مصدر الكبير من الأمور، وأن الكبر بضم الكاف إنما هو من الولاء والنسب من قولهم: هو كُبر قومه، والكبر في هذا الموضع: هو ما وصفناه من معظم الإثم والإفك، فإذا كان ذلك كذلك، فالكسر في كافه هو الكلام الفصيح دون ضمها، وإن كان لضمها وجه مفهوم.
(ولا يأتل): "قرأ أبو جعفر يتأل بتاء مفتوحة بعد الياء وبعدها همزة مفتوحة وبعدها لام مشددة مفتوحة، وغيره بهمزة ساكنة بعد الياء وبعدها تاء مفتوحة وبعدها لام مسكورة مخففة، وإبدالها للسوسي وورش لا يخفى".
﴿وَلَا تُكْرِهُوا فَتَيَاتِكُمْ عَلَى الْبِغَاءِ إِنْ أَرَدْنَ تَحَصُّنًا﴾ [النور:33]: قرأ قالون والبزي بتسهيل همزة البغاء مع المد والقصر، وورش وقنبل بتسهيل همزة إن ولهما أيضا إبدالها حرف مد فيلتقي مع سكون النون فيصير من المد اللازم عند قنبل وكذلك عند ورش إن لم يعتد بالعارض وهو حركة النقل، فإن اعتد به فليس له إلا القصر، قال المحقق لكتاب: إذا قرئ لورش بإبدال الهمزة الثانية من المتفقتين من كلمتين حرف مد وحرك ما بعد الحرف المبدل بحركة عارضة وصلا إما لالتقاء الساكنين نحو لستن كأحد من النساء إن اتقيتن أو بإلقاء الحركة نحو على البغاء إن أردن وللنبيء إن أراد جاز القصر إن اعتد بحركة الثاني فيصير مثل في السماء إله وجاز المد إن لم يعتد بها فيصير مثل هؤلاء إن كنتم، ولورش أيضا وجه ثالث وهو إبدالها ياء محضة أي مكسورة والبصري بإسقاط الأولى مع القصر والمد، والباقون بتحقيقهما.
قوله تعالى: (سَحابٌ ظُلُماتٌ): قرأ البزي سَحابٌ بلا تنوين وجر ظُلُماتٌ، وقنبل ينون سَحابٌ ويجر ظُلُماتٌ، والباقون بتنوين سَحابٌ وظُلُماتٌ بالرفع فيهما.

## الفوائد الفقهية في السورة
الفائدة الأولى: في قوله تعالى: ﴿وَلْيَشْهَدْ عَذَابَهُمَا طَائِفَةٌ مِنَ الْمُؤْمِنِينَ﴾ [النور:2].
قال ابن العربي في أحكام القرآن: "والحكمة من ذلك أن الحد المحدود، ومن شهده وحضره يتعظ به ويزدجر لأجله، ويشيع حديثه؛ فيعتبر به من بعده، واختلف في تحديد الطائفة على خمسة أقوال:
1. الأول: واحد، فما زاد عليه؛ قال إبراهيم.
2. الثاني: رجلان فصاعدا؛ قاله عطاء.
3. الثالث: ثلاثة فصاعدا؛ قاله قوم.
4. الرابع: أربعة فصاعدا؛ قال عكرمة.
5. الخامس: أنه عشرة.

وحقيقة الطائفة في الاشتقاق فاعلة من طاف، وقد قال الله تعالى:﴿فَلَوْلَا نَفَرَ مِنْ كُلِّ فِرْقَةٍ مِنْهُمْ طَائِفَةٌ لِيَتَفَقَّهُوا فِي الدِّينِ وَلِيُنْذِرُوا قَوْمَهُمْ إِذَا رَجَعُوا إِلَيْهِمْ لَعَلَّهُمْ يَحْذَرُونَ﴾ [التوبة:122]، وذلك يصح في الواحد.
ومن هاهنا استدل العلماء على قبول خبر الواحد، إلا أن سياق الآية هاهنا يقتضي أن يكونوا جماعة لحصول المقصود من التشديد والعظة والاعتبار، والذي أشار إلى أن تكون أربعة نزع بأنه أقل عدد شهوده، والصحيح سقوط العدد، واعتبار الجماعة الذين بهم التشديد من غير حد.
الفائدة الثانية: في قوله تعالى: ﴿وَالَّذِينَ يَرْمُونَ الْمُحْصَنَاتِ ثُمَّ لَمْ يَأْتُوا بِأَرْبَعَةِ شُهَدَاءَ فَاجْلِدُوهُمْ ثَمَانِينَ جَلْدَةً وَلَا تَقْبَلُوا لَهُمْ شَهَادَةً أَبَدًا وَأُولَئِكَ هُمُ الْفَاسِقُونَ ۝٤﴾ [النور:4].
قال الطبري: والذين يَشْتمون العفائف من حرائر المسلمين، فيرمونهنّ بالزنا، ثم لم يأتوا على ما رمَوْهن به من ذلك بأربعة شهداء عدول يشهدون، عليهنّ أنهنّ رأوهن يفعلن ذلك، فاجلدوا الذين رموهن بذلك ثمانين جلدة، ولا تقبلوا لهم شهادة أبدا، وأولئك هم الذين خالفوا أمر الله وخرجوا من طاعته ففسقوا عنها.
الفائدة الثالثة: قوله تعالى: ﴿وَالَّذِينَ يَرْمُونَ أَزْوَاجَهُمْ وَلَمْ يَكُنْ لَهُمْ شُهَدَاءُ إِلَّا أَنْفُسُهُمْ﴾ [النور:6].
قال الماوردي: "يعني بالزنى، {ولم يكن لهم شهدآء} يعني يشهدون بالزنى إلى أنفسهم وهذا حكم خص الله به الأزواج في قذف نسائهم ليلاعنوا فيذهب حد القذف عنهم.
الفائدة الرابعة: في قوله تعالى: ﴿إِنَّ الَّذِينَ جَاءُوا بِالْإِفْكِ عُصْبَةٌ مِنْكُمْ لَا تَحْسَبُوهُ شَرًّا لَكُمْ﴾ [النور:11]... إلى آخر الآيات (النور: 11- 26).
قال السعدي: "لما ذكر فيما تقدم تعظيم الرمي بالزنا عموماً، صار ذلك كأنه مقدمة لهذه القصة، التي وقعت على أشرف النساء، أم المؤمنين ، وهذه الآيات، نزلت في قصة الإفك المشهورة، الثابتة في الصحاح والسنن والمسانيد.
الفائدة الخامسة: في قوله تعالى: ﴿وَأَنْكِحُوا الْأَيَامَى مِنْكُمْ وَالصَّالِحِينَ مِنْ عِبَادِكُمْ وَإِمَائِكُمْ إِنْ يَكُونُوا فُقَرَاءَ يُغْنِهِمُ اللَّهُ مِنْ فَضْلِهِ وَاللَّهُ وَاسِعٌ عَلِيمٌ ۝٣٢﴾ [النور:32]، فأمرهم بإنكاح من تأيّم منهم من الأحرار والحرائر، ومن كان فيه صلاح للنكاح من الغلمان والجواري وأمر من لا يجد مهرا، أن يصون نفسه حتى يغنيه وأمر بمكاتبة الأرقاء إن علموا فيهم خيرا ونهاهم عمّا كانوا يفعلونه من إكراه فتياتهم على البغاء.
الفائدة السادسة: في قوله تعالى: ﴿يَا أَيُّهَا الَّذِينَ آمَنُوا لِيَسْتَأْذِنْكُمُ الَّذِينَ مَلَكَتْ أَيْمَانُكُمْ وَالَّذِينَ لَمْ يَبْلُغُوا الْحُلُمَ مِنْكُمْ ثَلَاثَ مَرَّاتٍ مِنْ قَبْلِ صَلَاةِ الْفَجْرِ وَحِينَ تَضَعُونَ ثِيَابَكُمْ مِنَ الظَّهِيرَةِ وَمِنْ بَعْدِ صَلَاةِ الْعِشَاءِ ثَلَاثُ عَوْرَاتٍ لَكُمْ لَيْسَ عَلَيْكُمْ وَلَا عَلَيْهِمْ جُنَاحٌ بَعْدَهُنَّ طَوَّافُونَ عَلَيْكُمْ بَعْضُكُمْ عَلَى بَعْضٍ كَذَلِكَ يُبَيِّنُ اللَّهُ لَكُمُ الْآيَاتِ وَاللَّهُ عَلِيمٌ حَكِيمٌ ۝٥٨﴾ [النور:58]، اختلف أهل التأويل في المعنِّي بقوله: (لِيَسْتَأْذِنْكُمُ الَّذِينَ مَلَكَتْ أَيْمَانُكُمْ) فقال بعضهم: عني بذلك: الرجال دون النساء، ونهوا عن أن يدخلوا عليهم في هذه الأوقات الثلاثة، هؤلاء الذين سموا في هذه الآية إلا بإذن.
وقال آخرون: بل عني به الرجال والنساء، قال الطبري: "وأولى القولين في ذلك عندي بالصواب قول من قال: عُني به الذكور والإناث، لأن الله عمّ بقوله: (الَّذِينَ مَلَكَتْ أَيْمَانُكُمْ) جميع أملاك أيماننا، ولم يخصص منهم ذكرا ولا أنثى فذلك على جميع مَنْ عمه ظاهر التنزيل.
الفائدة السابعة: وفي قوله تعالى: ﴿وَإِذَا بَلَغَ الْأَطْفَالُ مِنْكُمُ الْحُلُمَ فَلْيَسْتَأْذِنُوا كَمَا اسْتَأْذَنَ الَّذِينَ مِنْ قَبْلِهِمْ كَذَلِكَ يُبَيِّنُ اللَّهُ لَكُمْ آيَاتِهِ وَاللَّهُ عَلِيمٌ حَكِيمٌ ۝٥٩﴾ [النور:59]، "يقول تعالى ذكره: إذا بلغ الصغار من أولادكم وأقربائكم، ويعني بقوله: (منكم) من أحراركم (الحلم) يعني الاحتلام، واحتلموا (فليستأذنوا) يقول: فلا يدخلوا عليكم في وقت من الأوقات إلا بإذن، لا في أوقات العورات الثلاث ولا في غيرها، وقوله: (كَمَا اسْتَأْذَنَ الَّذِينَ مِنْ قَبْلِهِمْ) يقول: كما استأذن الكبار من ولد الرجل وأقربائه الأحرار.

## المؤلفات في سورة النور
- التناسق الموضوعي في سورة النور، نور سمير الحيالي، الناشر: دار (وأشرقت) للطباعة والنشر –العراق)، الطبعة الأولى، سنة 2021م.
- دراسة تحليلية تطبيقية على آيات من سورة النور، د. شاهيه الطوير معيوف العنزي، جامعة تبوك، كلية الآداب، قسم الدراسات الإسلامية.
- إصلاح الفرد في سورة النور – دراسة وصفية تحليلية -، د. عائشة شريف محمد أحمد عثمان، مجلة معالم الدعوة الإسلامية المحكمة، العدد: الثاني عشر، ديسمبر 2020م.
- تفسير القرآن بالقراءات القرآنية العشر من خلال سور (النور –الفرقان- الشعراء- النمل)، هدى رشيد جاد الله، رسالة ماجستير بالجامعة الإسلامية بغزة، قسم التفسير وعلوم القرآن، 2006م.
- الاستئذان في سورة النور –دراسة موضوعية-، د. العباس بن حسين الحازمي، مجلة تبيان للدراسات القرآنية، العدد (18) سنة 1436هـ .
- التربية القرآنية في سورة النور، أنور أحمد داوود أعمير، رسالة ماجستير بجامعة النجاح الوطنية 2004م.
- أسباب النزول دراسة وتحليل (سورة النور أنموذجاً)، همام محمد خليل سياعرة، رسالة ماجستير، جامعة الخليل كلية الدراسات العليا، قسم التفسير، 2021م.
- سورة النور –دراسة تحليلية نحوية-، علي محمد النوري، رسالة ماجستير في النحو والصرف، جامعة أم القرى، كلية اللغة العربية، 1985م.
- منهج القرآن في حفظ الأعراض في ضوء سورة النور –دراسة موضوعية تحليلية-، د. عبد العزيز بن محمد السحيباني، مجلة تبيان للدراسات القرآنية، العدد (50)، 1446هـ.
- الحجاج البلاغي في سورة النور، د. درة سليمان العودة، مجلة العلوم العربية، العدد (70)، محرم 1445هـ.

## وصلات خارجية
- سورة النّور: تجويد-تفسير - موقع Altafsir.com